# 540 (tal)
540 är det naturliga heltal som följer 539 och följs av 541.

## Matematiska egenskaper
- 540 är ett jämnt tal.
- 540 är ett sammansatt tal.
- 540 är ett ymnigt tal.
- 540 är ett mycket ymnigt tal
- 540 är ett harshadtal.
- 540 är ett heptagontal.
- 540 är ett dekagontal.
- 540 är ett praktiskt tal.
- 540 är ett ikosihenagontal.

## Inom vetenskapen
- 540 Rosamunde, en asteroid.